# Heinrich Krug
Heinrich Krug   (Berlín, 22 de setembre de 1911) va ser un waterpolista alemany que va competir durant la 1930.
El 1936 va prendre part en els Jocs Olímpics de Berlín, on va guanyar la medalla de plata en la competició de waterpolo.